# Holaptilon pusillulum
Holaptilon pusillulum es una especie de mantis de la familia Mantidae. Es el único miembro del género monotípico Holaptilon.

## Distribución geográfica
Se encuentra en Israel.